# 401
Римська імперія розділена на дві частини. У Східній Римській імперії править Аркадій. У Західній — Гонорій при фактичній владі регента Стіліхона. У Китаї правління династії Цзінь. В Індії правління імперії Гуптів. В Японії триває період Ямато. У Персії править династія Сассанідів.
На території лісостепової України Черняхівська культура. У Північному Причорномор'ї готи й сармати. Історики VI століття згадують плем'я антів, що мешкало на території сучасної України приблизно з IV сторіччя. З'явилися гуни, підкорили остготів та аланів й приєднали їх до себе.

## Події
- Консули Флавій Фравітта та Флавій Вінценца.
- Стіліхон у Реції відбиває натиск вандалів.
- Король вестготів Аларіх I розпочав вторгнення в Італію. У листопаді Аларіх взяв Аквілею.
- Імператор Гонорій переніс столицю в прибережну Равенну.
- Папою Римським став Іннокентій I.

## Народились
- Феодосій II
- Лев I Макелла

## Померли
- Анастасій I, Папа Римський.